# Циханюк, Алексей Русланович
Алексей Русланович Циханюк (укр. Олексій Русланович Циханюк; 13 января 2000, Терехово — 29 мая 2023, Новосёловское) — украинский военнослужащий, солдат, участник российско-украинской войны. Герой Украины (2024, посмертно).

## Биография
Родился в селе Терехово Бердичевского района Житомирской области. После окончания 9 классов Тереховской школы учился в ПТУ № 3 города Бердичев. Проходил срочную службу в рядах Вооружённых сил Украины. После демобилизации работал в Киеве на строительстве.
С первых дней полномасштабного российского вторжения в Украину в 2022 году стал на защиту страны. Служил стрелком в 3-й роте 139-го отдельного батальона 115-й бригады Сил территориальной обороны.
Погиб во время отражения штурма взводного опорного пункта 29 мая 2023 года возле села Новосёловское Сватовского района Луганской области. За время боя, по информации украинских СМИ, бойцы ВСУ отразили две волны наступления российских войск. Алексей Циханюк использовал весь боекомплект и до последнего отражал атаки противника гранатами.
Похоронен в родном селе.

## Награды
- Звание «Герой Украины» с удостоением ордена «Золотая Звезда» (15 июля 2024, посмертно) — за личное мужество и героизм, проявленные в защите государственного суверенитета и территориальной целостности Украины, верность военной присяге[2].